# Municipio de Turkey Creek (Arkansas)
El municipio de Turkey Creek (en inglés: Turkey Creek Township) es un municipio ubicado en el condado de Stone en el estado estadounidense de Arkansas. En el año 2010 tenía una población de 331 habitantes y una densidad poblacional de 5,03 personas por km².

## Geografía
El municipio de Turkey Creek se encuentra ubicado en las coordenadas 35°45′3″N 92°14′40″O / 35.75083, -92.24444. Según la Oficina del Censo de los Estados Unidos, el municipio tiene una superficie total de 65.77 km², de la cual 65,77 km² corresponden a tierra firme y (0 %) 0 km² es agua.

## Demografía
Según el censo de 2010, había 331 personas residiendo en el municipio de Turkey Creek. La densidad de población era de 5,03 hab./km². De los 331 habitantes, el municipio de Turkey Creek estaba compuesto por el 98,79 % blancos, el 0,3 % eran de otras razas y el 0,91 % eran de una mezcla de razas. Del total de la población el 1,21 % eran hispanos o latinos de cualquier raza.